# Рудий Володимир
Володимир Рудий (псевдо: «Аркас», «Модест», «Винар»; 1914, с. Лапаївка, нині частина с. Прибужани, Львівського району, Львівської області — 19 грудня 1945, с.Купичволя, нині Шептицький район Львівська область) — український військовик, майор УПА, шеф Військового штабу воєнної округи -2 «Буг» УПА-Захід, лицар Бронзового хреста бойової заслуги УПА.

## Життєпис
Народився 1914 року в селі Лапаївка, нині частина села Прибужани Львівського району Львівської області. До вступу в УПА працював у Кам'янці Струмиловій. 
У 1942 — початок 1944 року Володимир Рудий військовий референт Кам'янко-Буського надрайону Сокальської округи ОУН. 
З травня до жовтня 1944 року — керівник ІІ розвідчого відділу штабу ВО-2 «Буг».
Керівник IV організаційно-мобілізаційного відділу штабу ВО-2 «Буг» з жовтня 1944 по травень 1945 року.
Після переведення, у травні 1945 року, Мирослава Онишкевича-«Ореста» до Головного Військового Штабу УПА Володимир Рудий — шеф військового штабу ВО-2 «Буг».
Загинув у бою в криївці на присілку Корчемка села Купичволя, нині Шептицький район Львівська область, разом з Василем Вавруком-«Ватюгою», булавними «Бродичем» та «Блакитним». Похований на цвинтарі села Купичволя разом з «Блакитним» — працівником СБ ОУН (загинули разом).

## Нагороди та звання
- Бронзовий хрест бойової заслуги УПА (5.09.1946)
- Хорунжий (1.10.1944)[3]
- Поручник (31.08.1945)
- Майор (19.12.1945, посмертно)